# 스킨 (2018년 단편 영화)
스킨(Skin)은 미국에서 제작된 기 나티브 감독의 2018년 드라마 영화이다. 제이미 벨 등이 주연으로 출연하였다.

## 출연

### 주연
- 제이미 벨
- 다니엘 맥도널드

### 조연
- 다니엘 헨셜
- 빌 캠프
- 루이자 크로즈